# Baarnsche Courant
De Baarnsche Courant is een betaald nieuwsblad dat verschijnt in de gemeente Baarn. De krant heeft in 2017 een oplage van 4.000 en werd 123 jaar lang uitgegeven door Bakker Baarn. Op 1 januari 2018 werd het blad overgenomen door BDU. Het nieuwsblad verschijnt tweemaal per week: op dinsdag en vrijdag. Eenmaal per maand verschijnt de krant in een oplage van 12.000 stuks als huis-aan-huisblad op woensdag. De nieuwsbrief van de gemeente Baarn verschijnt als pagina's Gemeentenieuws in de huis-aan-huiseditie. Ook de programmering van RTV Baarn wordt opgenomen.

## Historie
Starter van het in 1895 gestarte blad was de Zaankanter Gerrit Bakker. Hij begon in een houten gebouw aan de Laanstraat de Electrische Boek-, Courant- en Handelsdrukkerij. Daar verscheen rond 1 april van dat jaar het eerste nummer van de Baarnsche Weekbode, nieuws en advertentieblad voor Baarn, Soest, Eemnes en Vuursche. Voor 30 cent per drie maanden konden Baarnaars zich abonneren op deze weekbode, die elke donderdag verscheen. Men ontving voor dat geld 4 pagina's met vijf tekstkolommen. Het formaat en de indeling waren gelijk aan de huidige Baarnsche Courant. In het oudst bewaarde nummer van 27 augustus 1897 werd ruim aandacht geschonken aan de zestiende verjaardag van koningin Wilhelmina. Met ingang van april 1898 verscheen de bode onder de naam Baarnsche Courant nadat een al bestaande Baarnsche Courant van de Baarnse drukker Willem Mur was opgeheven. De Baarnsche Courant besteedde in de eerste helft van de 20e eeuw veel aandacht aan het wereldnieuws zoals de Boerenoorlog en de Eerste Wereldoorlog. Op de voorpagina stond een feuilleton. In 1909 kreeg de krant met het verschijnen van het Baarnsch Nieuwsblad opnieuw een concurrent. In 1921 gaf Bakker de leiding aan zijn zoon Frits over en kreeg daardoor meer tijd voor het schrijven van zijn rubriek "De Raaf van Eemwijk". Daarin uitte hij kritiek op besluiten van de lokale overheid en op Baarnse toestanden.

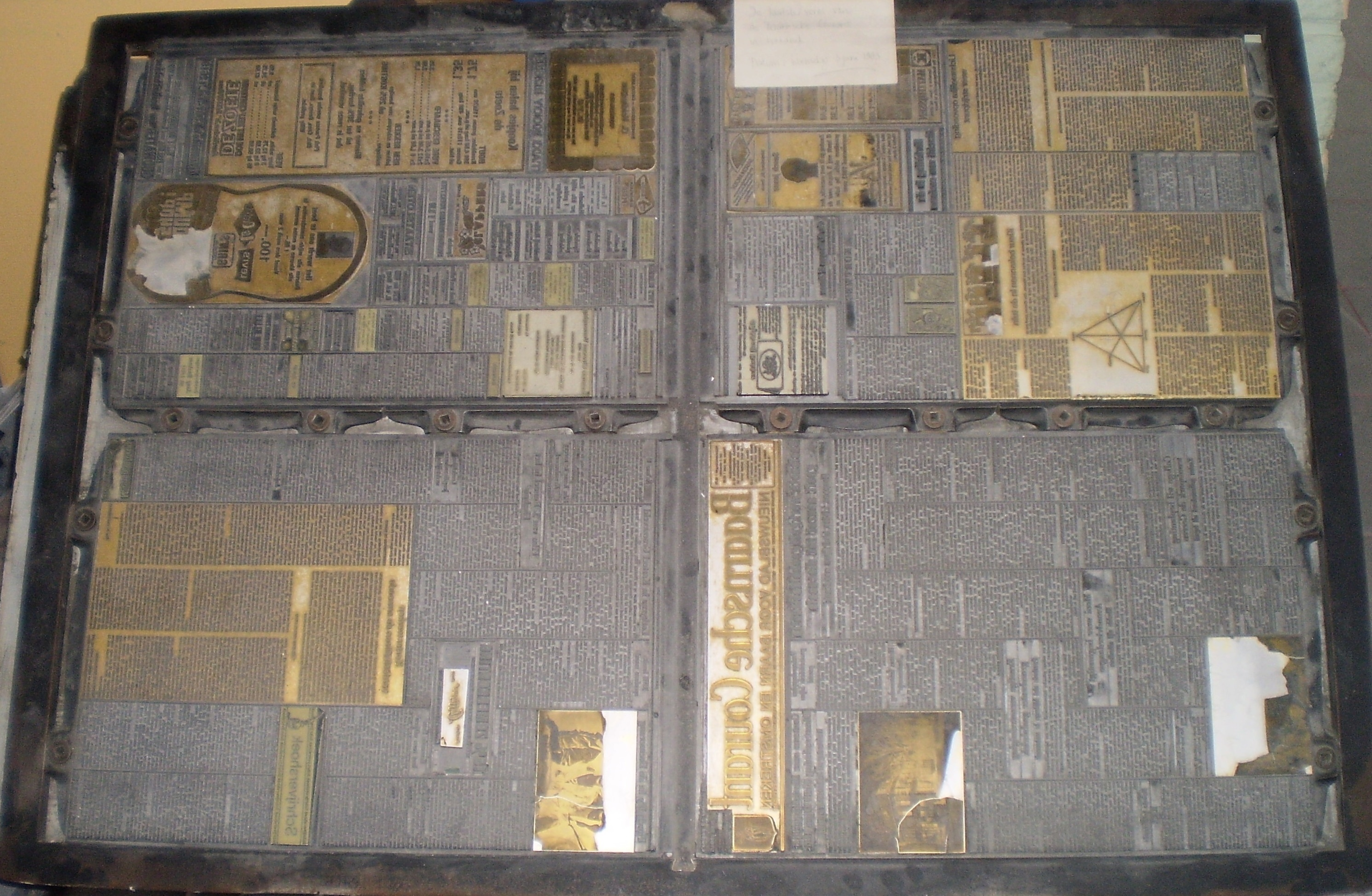
Laatste Baarnsche Courant in boekblok: 3 juni 1983

In de crisisjaren van 1930-1937 wist drukkerij Bakker zich te handhaven, vooral dankzij het feit dat de drukkerij Oranje Nassau in de Teding van Berkhoutstraat failliet ging en daardoor ook het Baarnsch Nieuwsblad verdween. Aan het begin van de Tweede Wereldoorlog mocht de krant alleen verschijnen tezamen met de Soester Courant onder de naam De Nieuwsbode, maar in datzelfde jaar werd deze door de Duitsers verboden. De teruggelopen inkomsten van de drukkerij werden deels opgevangen door het drukken van pastelgekleurde kaarten van de in de Da Costalaan wonende Willy Schermelé.

## Na de Tweede Wereldoorlog
Op 11 mei 1945 keerde de Baarnsche Courant terug, eerst tweemaal in de week (dinsdag en vrijdag) en vanaf 1965 driemaal per week. Bedrijfsleider D.H. Naafs nam de drukkerij in 1966 over, diens zoon volgde hem in 1985 op. De redactie van de Baarnsche Courant werd vanaf 1946 tot en met 1968 gevoerd door Ad Klijs. Na hem kwam Simon Zwiep die in 1982 werd opgevolgd door Martin Hoogendoorn. Het aantal abonnees bedroeg toen 7700 en bij zijn afscheid in 2021 nog de helft. Op 27 augustus 2024 ging de verschijningsfrequentie terug naar twee edities per week die op dinsdag en vrijdag worden bezorgd.
De oude jaargangen van de krant zijn door vrijwilligers van de Historische Kring Baerne gedigitaliseerd.